# راس الهلال
راس الهلال (به عربی: رأس الهلال) یک منطقهٔ مسکونی در لیبی است که در استان درنه واقع شده‌است.